# Гагаузи
Гагаузите (на гагаузки: Gagauzlar) са тюркоезична етнографска група с православно вероизповедание, избягала заедно с днешните бесарабски българи (т.нар. тукани) от българските земи на Османската империя през XIX век. Прогонени от османската заплаха, те се установяват в Руската империя, главно в Бесарабия, поделена днес между Украйна и Молдова, като в последната сега е тяхната новопровъзгласена автономна република Гагауз Ери. През Втората световна война Сталин депортира много гагаузи в Средна Азия към Сибир. Неизселили се гагаузи живеят в днешните граници на България (Добруджа, Варненско и Ямболско и др.), на Румъния (Северна Добруджа), на Гърция (Зиляховско и преселници от Одринско в Беломорието – регионът на Орестиада) и на Турция (Одринско).

## Етимология
Името вероятно е от *kök-uz, тоест сини узи, сравнимо с огузи от ok-uz, мъже със стрели.

## Произход
Няма единно мнение относно произхода им. Основните хипотези са, че са наследници на прабългарите, на тюркски племена (кумани, узи и печенеги) или смес от тях, както и най-подробно документираната – че са езиково турцизирани православни българи.
В началото на 20 в. българският историк Г. Димитров обобщава литературните сведения и дискусии за гагаузите и посочва 19 различни мнения за произхода на названието гагауз. Гагаузкият етнограф М. Губогло наброява 21 версии за произхода на гагаузите, сред които и най-екзотични като тази на Ив. Николау, считащ гагаузите за най-старите местни жители на Варна, Балчик и Каварна, наречени Агави, Катузи и Кробизи, които споменавал Плиний. Думата гагауз тълкува от Агавуз и Апостол Андрей, който посетил Одесос (Варна) и ги наричал Агавуз.
Според теория, базирана на по-късни османски източници като „Огузнаме“, подкрепени и от Йоан Кантакузин, съществена роля в етногенезиса на гагаузите играят и селджукски турци, последователи на султан Кей-Кавус II, заселени в Добруджа около 1262 година. Това заселване се отхвърля в българската историография още от 30-те години на XX век, но съвременни чужди източници продължават да го разглеждат като действително.
Гръцки и румънски хипотези търсят произхода им в автохтонното старо население, като гети и пеласги, а съветските – със средноазиатски тюрки „каракалпакци“ и пр.
Съществува и хипотеза, че са езиково тюркизирани православни българи. . Гагаузите в Енциклопедията на световните култури към 1996 г. са определени като: „Турско говорещи българи“.

## В Бесарабия
Гагаузите днес са етническо малцинство в Молдова и Украйна. Гагаузкият национализъм се формира през 80-те години на 20. век. В Молдова преди отцепването на проруската Приднестровска република на 19 август 1990 г. е провъзгласената независима Гагаузия. В отговор централната власт изпраща 40 автобуса с въоръжени молдовски „волонтири“, които имат за цел да „накажат“ бунтовниците в Комрат. Българоезичната група по това време защитава своите селища, а управниците в България не заемат никаква позиция. В крайна сметка Гагаузия е призната от централната власт на 23 декември 1994 г. като автономно териториално обединение (АТО) Гагаузия или Гагауз ери (гагаузка земя) в рамките на Молдова, с право да се отдели при съединение на последната с Румъния. В нея сега живеят около 190 хил. души (от които гагаузи 150 хил.) в 3 града и 18 села. Главен град и столица е Комрат, с население около 25 хиляди. Официалните езици в автономията са три – молдовски (румънски), гагаузки и руски. Най-употребяван е руският език, който е език на администрацията, както и език на междунационалното общуване. Гагаузкият е запазен в селата. Румънският език е институционално регламентиран като официален в Молдова, но практически в Гагаузия е език на молдовското малцинство. Българският език в Гагаузия има статут на местен език и се изучава в училищата, в които има български ученици, сред тукашните гагаузи българският е слабо разпространен, те ползват предимно руски и гагаузки. В Комратския държавен университет има катедра Българска филология. В Украинска Бесарабия живеят 32 хил. гагаузи, гагаузите в Украйна, както и българите нямат своя автономна администрация, но българите и гагаузите имат неоспорим статут на етномалцинствени групи.
Влиянието на Русия и Турция сред гагаузите е нееднозначен процес. Администрацията на гагаузката автономия се ползва с множество привилегии, предоставени от Русия и Турция: безплатно обучение на гагаузки младежи в Русия и Турция, професионални специализации, стипендии, техника за турскоезична гагаузка телевизия, икономическа помощ, откриване на турско-молдовски средни училища, на лицея Мустафа Кемал Ататюрк в Гагаузия и др.
Днес особено в Молдова гагаузите се смятат за отделен народ и собствена построена идентичност. Установено е желанието им за добри връзки както с Молдовската държава, така и с Русия, Турция, България и дори с Гърция. Дълги десетилетия след преселването им в Бесарабия до самото начало на XX век има своите предвестници в самия край на 19 и началото на XX век, фактически започва в и продължава до наши дни, като последният връх е в десетилетието след обявяване на перестройката в 1985 г.
В края на 19 и началото 20 в., когато гагаузите са селско и земеделско население без никаква интелигенция, двама свещеници от един и същи род, произлизащ от Шабла, но установили се в Чадър Лунга, фактически подготвят началото на гагаузката литература. Първият от тях, Дмитрий Чакир, в своето творчество твърди, че гагаузите са езиково потурчени българи, а вторият Михаил Чакър пише, че гагаузите са заварено тюркофонно население. Години по-късно апологетите на обособяването на гагаузите ще издигат като свое знаме Михаил Чакър, който е превел на гагаузки език Светото писание и създал възможност в гагаузките села да се служи на гагаузки език. В годините на съветската власт гагаузите, подобно на българите в Македония, Тракия, Шоплука и Добруджа, попадат в полезрението на съветските комунистически инженери на нови нации и започва работата на съответните руски и азербейджански съветски тюрколози. На основата на гагаузкото тюркско наречие се създава граматика и писменост и гагаузкото „тюркче“ получава книжовна норма. Гагаузите се представят като една от многобройните тюркоезични народности на територията на СССР. На 30 юли 1957 г. от съветите официално е въведена гагаузката азбука, тя е съставена от кирилски букви и заменя ползваните дотогава румънска латиница, гръцки и арабски букви и славянобългарска и руска кирилици.
Поколенията се сменят и измежду гагаузите отдавна има кадри образовани в системата на съветската школа, а вече и в турската такава. Перестройката раздвижва етническите пластове в посока на обособяване на идентичността и на отхвърляне на съветския модел. При отделянето на Молдова и войната с Приднестровието, където също има техни сънародници, гагаузите поставят искане за национална автономия. Получената автономия, нещо което е отказано на другите българи, издига гагаузкото самочувствие в полиетнична Молдова.
Днес гагаузите в Молдова и Украйна са типични постсъветски хора, търпящи всички икономически злощастия на проваления икономически модел и подложени на силни чужди интереси, най-вече от страна на Турция, която провежда сериозна и последователна пропаганда за турцизиране на гагаузите в Молдова чрез подготовка на учители по турски език и литература, обучение на гагаузи в Турция и на турци в университета в Комрат, православната религия на гагаузите и дълбоко вкорененият родов спомен за бежанството от турците обаче не благоприятстват пълното им турцизиране.
Днес гагаузите в Молдова, макар да са свързани с Турция поради езиковата и културна общност, и традиционно с Русия, се смятат и свързани с България. Парламентът на Автономната република Гагауз Ери независимо, че сменя кирилицата с латиница, обяви 24 май – Деня на славянската писменост и култура – за един от четирите национални празника на страната. В университета в столицата Комрат се изучава Българска филология, като с помощта на българското Министерство на образованието там работят и преподаватели от България, а студентите идват на стаж в България. Сред следващите в България студенти – българи от Бесарабия има и гагаузи.

## На юг от Дунав
След изселванията в XIX век на юг от Дунава население от етнографската група на гагаузите запазено в България има около Варна, Каварна (център е с. Българево и др.), Провадия, Шумен, Ямбол, Хасковско, Елховско, Старозагорско и пр. (наричани понякога приморски или хасъл т.е. патриаршисти, „български“ т.е. екзархисти и дори гаджали – сунити в българските земи и православни в Бесарабия); в Одринска Тракия около Одрин и Хавса (наричани и сургучи, крачуни и пр. екзоними и прозвища) и в Егейска Македония – в областта Зъхна с център Зиляхово, днес в Гърция (наричани и урумци). Някои от южните гагаузи се определят като българи, а някои от тези гагаузки общности са гъркомански и след Освобождението на България в 1878 година някои такива гагаузи се преселват в Гърция. Повечето от гагаузите в Одринска Тракия се изселват първо при балканските войни – в България около Ямбол и Свиленград, а след разгрома на гърците в Гръцко-турската война 1919 – 1922 г. и в току-що придобитата от Гърция Западна Тракия. Днес те населяват там няколко села в района на Орестиада и Димотика.

### Гагаузите в България
Гагаузите в България при преброяването от 1992 г. са пръснати във всичките девет административно-териториални области, като броят им във Варненска област е най-голям. В сегашните граници гагаузкото население е най-компактно именно в Североизточна България – около Варна и Балчик, по Добруджанското крайморие и по-навътре – от Добричко до Силистренско, както и в Шуменско, Новопазарско и Провадийско. Тези райони и в миналото са с най-гъста мрежа гагаузки селища. Един от първите след Освобождението, които регистрират най-общо района с отделни гагаузки селища, е Константин Иречек. След проучване в Североизточна България чешкият учен определя местоживеенето на гагаузите в следните очертания: „От Варна техните села се редят край морето чак до дунавското устие, като имат известен център в Балчик... Във вътрешността те живеят и в северната част на Провадийско. Срещат се и в степите около Добрич, както и край Дунава в Силистра... в Шуменски окръг, на пътя за Силистра...“
Значително по-малък брой гагаузи, преселени през периода от Балканските войни (главно от Одринска Тракия), сега живеят в Бургаско, Ямболско, Хасковско и Старозагорско. Важен маркер за тяхната социална и икономическа среда е, че мнозинството от тях живеят в градовете – като една трета от тях са в столицата София. Днес те живеят в села и градски агломерации в района на Варненско, Добричко, Шуменско, Силистренско, в градовете Каварна, Варна, Добрич (кв. Рилци), Балчик и в други по-малки селища или групи: Орешак, Кичево, Виница (квартал на Варна, с около 15 000 население), Метличина, Червенци, Генерал Кантарджиево, Брестак, Добротич, Вълчи дол, Суворово, Девня, Провадия, Ветрино, Доброплодно, Ялнило, гр. Бяла, Михалич, Есеница, Изворник (Варненско), Нейково, Крапец, Дуранкулак, Горичане, Божаново, Твърдица, Българево, Раковски, Могилище, Божурец (всичките в Добричко), Шумен, Нови пазар, Каспичан, Плиска, Избул, Никола Козлево, Тръница, Войвода (Шуменско), Обзор (Козяк).

## Известни гагаузи
- Гаврил Занетов (1863 – 1934), български юрист
- Иван Добрев (1922– ), български военен, адмирал, депутат, заместник-министър на отбраната
- Киряк Цонев, виден български учен и дипломат, арабист